# 島根県道32号温泉津川本線
島根県道32号温泉津川本線（しまねけんどう32ごう ゆのつかわもとせん）は、島根県大田市から邑智郡川本町に至る主要地方道（島根県道）である。

## 概要

### 路線データ
- 起点：島根県大田市温泉津町福光（国道9号交点）
- 終点：島根県邑智郡川本町川下（かわくだり）・川下交差点（国道261号交点、島根県道40号川本波多線起点）

## 歴史
- 1964年（昭和39年）12月28日 - 建設省（現・国土交通省）が主要県道八重温泉津線の一部（二級国道261号広島江津線に昇格されなかった区間）を温泉津川本線に指定。
- 1965年（昭和40年）3月31日 - 広島県が上記主要地方道指定に基づく主要地方道再編を施行だが、本路線は島根県と跨がることから保留された。
- 1966年（昭和41年）3月1日 - 島根県が主要県道八重温泉津線を廃止し主要県道温泉津川本線を認定。広島県が主要県道八重温泉津線を廃止。これに伴い広島県道との越境路線ではなくなり島根県完結路線となった。
- 1993年（平成5年）5月11日 - 建設省から、主要県道温泉津川本線が温泉津川本線として主要地方道に再指定される[1]。

## 路線状況

### 道路施設

#### トンネル
- 三原トンネル：延長373 m、2001年（平成13年）竣工、邑智郡川本町

## 地理

### 通過する自治体
- 大田市
- 邑智郡川本町

### 交差する道路
| 交差する道路                     | 市町村名 | 市町村名 | 交差する場所           | 交差する場所      |
| -------------------------------- | -------- | -------- | ---------------------- | ----------------- |
| 国道9号                          | 大田市   | 大田市   | 温泉津町福光           | 起点              |
| 島根県道177号大田井田江津線      | 大田市   | 大田市   | 温泉津町井田           |                   |
| 島根県道46号大田桜江線           | 邑智郡   | 川本町   | 大字南佐木             |                   |
| 国道261号 島根県道40号川本波多線 | 邑智郡   | 川本町   | 大字川下（かわくだり） | 川下交差点 / 終点 |

### 沿線
- 江の川